# Theodor Baierl
Theodor Baierl (né le 8 novembre 1881 à Munich, où il est mort en 1932) est un peintre allemand.

## Biographie
Venant d'un milieu modeste, il a pu étudier à l'académie des beaux-arts de Munich, auprès de Martin von Feuerstein, Carl von Marr, Hugo von Habermann et Franz von Stuck. Il devient membre de la Sécession de Munich,, association d'artistes en dissidence avec la Münchner Künstlergenossenschaft. Il a également travaillé pour des églises en Allemagne, réalisant des fresques.

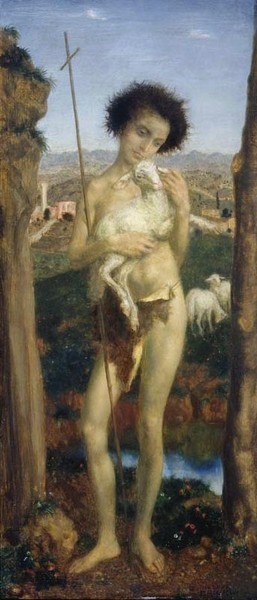
Saint Jean-Baptiste
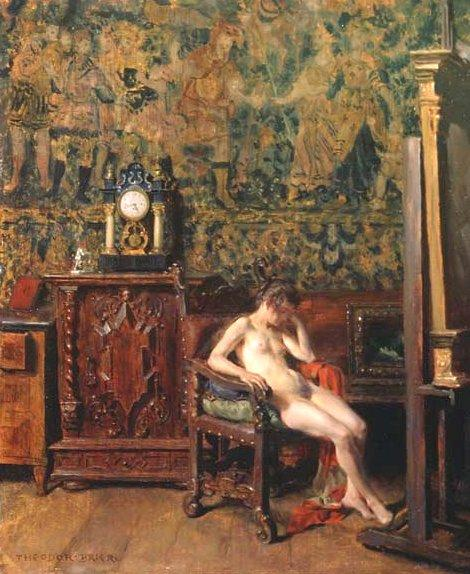
Le Modèle